# O Maior Vendedor do Mundo

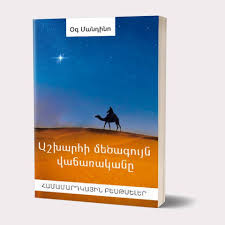
Livro: O maior vendedor do mundo.

O Maior Vendedor do Mundo é um livro "best seller" de Og Mandino. Foi publicado pela primeira vez em 1968 e relançado em 1983 pela editora Bantam Books. O livro de 128 páginas é um guia clássico da filosofia de um vendedor; contando a história de Hafid, um pobre guardador de camelos que chega a alcançar imensa riqueza, nos tempos de Jesus Cristo. Embora o nome sugira que se trata de um livro de técnicas de vendas, na verdade é um livro de autoestima.

## Impacto do livro
Por que razão este livro se converteu numa das obras mais vendidas em todo o mundo e por que companhias gigantescas como Coca-Cola e Volkswagen compraram milhares de exemplares? Consta que certa empresa adquiriu trinta mil exemplares. Nesta obra, Mandino demonstra que a satisfação e o bem-estar resultam do fato de o homem haver encontrado a sua verdadeira personalidade e emoções e tê-las aplicado na sua vida diária. Logrado tal intento - assegura o autor - todos os demais benefícios de ordem material são simplesmente uma consequência lógica.

## A filosofia
O livro apresenta sua filosofia para o sucesso na atividade de vendas (assim como a do sucesso em qualquer atividade) por meio de dez pergaminhos que conteriam as chaves para o sucesso:
1. Adquirir bons hábitos: "formarei bons hábitos e me tornarei escravo deles"
2. Amar: "Saudarei este dia com amor no coração."
3. Persistência: "Persistirei até vencer.", em algumas edições "Persistirei até alcançar êxito."
4. Ter-se como um milagre: "Eu sou o maior milagre da natureza." (Conceito que retorna em seu outro livro, "O Maior Milagre do Mundo".)
5. Aproveitar o tempo: "Viverei hoje como se fosse meu último dia."
6. Controlar as emoções: "Hoje, serei dono de minhas emoções.", em algumas edições "Hoje serei senhor de minhas emoções."
7. Rir das adversidades: "Rirei do mundo."
8. Gerar valor: "Hoje, centuplicarei meu valor."
9. Agir: "Agirei agora."
10. Fé - neste pergaminho, Mandino demonstra sua principal orientação, que se baseia em diversos princípios do Cristianismo.

Associa tais conceitos com uma metodologia de gravar subconscientemente tais preceitos por meio da leitura metódica e repetitiva: "Eu lerei cada pergaminho por trinta dias seguidos, da maneira recomendada, antes de passar ao pergaminho seguinte."

## Continuação
Mandino escreveu uma continuação, "O Maior Vendedor do Mundo - 2ª Parte - O Fim da História, onde narra acontecimentos posteriores ao fim do primeiro livro e o destino dos pergaminhos.